# Монтичело Амјата
Монтичело Амјата (итал. Monticello Amiata) је насеље у Италији у округу Гросето, региону Тоскана.
Према процени из 2011. у насељу је живело 442 становника. Насеље се налази на надморској висини од 719 м.